# 水东站
水东站是皖赣铁路车站，位于安徽省宣城市黄渡乡方村，于1974年10月随皖赣铁路芜湖-宁国段建成通车。车站由上海铁路局芜湖车务段管辖，主要办理专用线、专用铁路货运作业。车站站房面积600平方米，有一条通往海螺水泥厂的专用线。水东站目前没有旅客列车停靠，但有一对来往倒湖站和芜湖站的路用通勤列车，供车站及沿线铁路职工使用。